# Jugend Europäischer Volksgruppen
Die Jugend Europäischer Volksgruppen (JEV), auch unter dem englischen Namen Youth of European Nationalities (YEN) bekannt, ist das größte Netzwerk von Jugendorganisationen der autochthonen und nationalen Minderheiten in Europa. Unter dem Slogan „Living Diversity – Vielfalt leben“ vertritt die JEV Interessen von junger Angehöriger nationaler, ethnischer und sprachlicher Minderheiten. Momentan sind in der JEV 42 Mitgliedsorganisationen aus 19 Ländern vertreten. Der Verein hat seinen offiziellen Sitz in Ljouwert in den Niederlanden und seinen Geschäftssitz in Berlin.
Die JEV setzt sich für die Belange der Minderheiten ein, mit einem besonderen Fokus auf junge Menschen. Gemeinsam mit ihren Mitgliedsorganisationen strebt die JEV ein dynamisches, multikulturelles und vor allem vielsprachiges Europa an. Die JEV versteht sich als eine selbstbestimmte und selbstorganisierte Jugendorganisation, deren Tätigkeit von jungen Menschen ausgeführt und bestimmt wird.

## Geschichte
Die JEV wurde 1984 als unabhängige, internationale, nichtstaatliche Jugendorganisation (INGYO) gegründet. Während einer Tagung der Föderalistischen Union Europäischer Volksgruppen (FUEV) in Aosta wurde 1963 ein Jugendkomitee ins Leben gerufen. Im folgenden Jahr fand eine erste Arbeitssitzung statt, die zum Grundstein des traditionellen Jahreskongresses der JEV, dem „Osterseminar“, werden sollte. Der erste Kongress des Jugendkomitees fand 1965 in Flensburg, Deutschland, statt und wurde mit 25 vertretenen Minderheiten / Volksgruppen zu einem großen Erfolg.
Im Jahre 1969, anlässlich der 17. Tagung der FUEV in Apenrade, Dänemark, wurde Armin Nickelsen (Deutscher Nordschleswiger aus Dänemark) zum ersten Vorsitzenden des Jugendkomitees der FUEV, dem Vorläufer der JEV, gewählt. Seit dem Osterseminar 1977 in Leeuwarden, Niederlande, gab es immer stärkere Bestrebungen nach einer Emanzipation von der Mutterorganisation FUEV. 1984 wurde das Jugendkomitee der FUEV aufgelöst und die „Jugend Europäischer Volksgruppen“ (JEV) als eigenständige Organisation auf dem Knivsberg in Nordschleswig / Dänemark gegründet.
Die JEV arbeitet seitdem als unabhängige internationale nichtstaatliche Jugendorganisation (INGYO), die vom Europarat und der Europäischen Union anerkannt und gefördert wird. Die gemeinsamen Zielsetzungen verbinden die FUEV und die JEV aber auch weiterhin. Die JEV ist korrespondierendes Mitglied der FUEV und hat einen Sitz im Präsidium der FUEV.

## Ziele
Im Vordergrund der Arbeit der JEV steht die Erhaltung und Entwicklung der Kultur, Sprache und Rechte der europäischen Volksgruppen. Einen besonderen Schwerpunkt stellt die Arbeit mit Jugendlichen und jungen Erwachsenen dar. In den Statuten spricht sie sich für die Sicherung der Menschenrechte und Grundfreiheiten auf der Grundlage eines föderalistischen Aufbaus einer europäischen Zusammenarbeit aus, die den Volksgruppen ihre Selbstverwaltung und Eigenart sichert.
Seit der Gründung 1984 auf dem Knivsberg / Nordschleswig prägt die JEV die Aktivitäten der Minderheiten auf europäischer Ebene und beeinflusst dadurch zugleich das regionale Engagement der Mitgliedsorganisationen.
Um dies gewährleisten zu können und um ihre Ziele zu erreichen, wird das ganze Jahr über ein vielfältiges und abwechslungsreiches Programm veranstaltet. Neben zahlreichen Engagements und Austauschen mit Partnern und anderen Vereinen, werden auch selbst Seminare organisiert: das Kick-Off zu Jahresbeginn, die größte Veranstaltung, das traditionelle Osterseminar, die Hauptversammlung, die als oberste Organ der Organisation fungiert, das Diversity Festival im Sommer und das etwas kleinere Herbstseminar. Zudem folgt die Vernetzung der Organisationen, durch bi-, tri- und multilateralen Austausch, Kongresse, Projekte von Jugendlichen für Jugendliche, sowie der Ausbau von Kommunikations- und Informationsmitteln.
Die JEV ist Mitglied der Föderalistischen Union Europäischer Nationalitäten (FUEN), des European Youth Forums und hat eine Beraterstatus im Wirtschafts- und Sozialrat der Vereinten Nationen ECOSOC.
Die JEV wird administrativ von der Europäischen Kommission, dem Europäischen Jugendwerk des Europarats, dem Land Schleswig-Holstein sowie der Autonomen Region Südtirol-Trentino gefördert.

## Mitglieder
Alle Mitgliedsorganisationen sind demokratische, überwiegend auf Jugendarbeit basierende Vereine. Die Erarbeitung, Umsetzung und Durchführung von Ideen und Projekten und der Ausbau der Vernetzung basieren auf der Eigeninitiative und dem Engagement der jungen Menschen der einzelnen Minderheiten.
Ordentliche Mitglieder
- Frysk Ynternasjonaal Kontakt – FYK (Mitglied seit 1989)
- Gemeinschaft Junger Ungarndeutscher – GJU (Mitglied seit 1991)
- Hrvatski Akademiski Klub – HAK (Gründungsmitglied)
- Klub Slowenischer Studentinnen und Studenten in Wien – KSŠŠD (Mitglied seit 1993)
- Kärntner Studentenverband – KDZ (Gründungsmitglied)
- MLADA EL (Mitglied seit 1989)
- Sydslesvigs danske Ungdomsforeninger – SdU (Gründungsmitglied)
- Rökefloose / Jöögedfloose foont Nordfriisk Instituut (Gründungsmitglied)
- Sudetendeutsche Jugend – SDJ (Gründungsmitglied)
- Sorbischer Jugendverein PAWK e.V. (Mitglied seit 1995)
- Deutscher Jugendverband für Nordschleswig – DJN (Gründungsmitglied)
- Giuventetgna Rumantscha – GiuRu / Unabhängige Jugendorganisation der Lia Rumantscha (Gründungsmitglied)
- Südtiroler Jugendring – SJR / Junge Generation in der SVP (Gründungsmitglied)
- Mladi v Odkrivanju Skupnih Poti – MOSP (Gründungsmitglied)
- Ruotsinsumalaiset Nuoret Sverigefinsk Ungdom – RSN (Mitglied seit 1994)
- Bund der Jugend der Deutschen Minderheit in der Republik Polen – BJDM (Mitglied seit 1998)
- Jugendring der Russlanddeutschen – JdR (Mitglied seit 1999)
- Vajdasági Ifjúsági Fórum – VIFO (Mitglied seit 2003)
- Junge Spitzen – JSP (Mitglied seit 2004)
- CroV (Mitglied seit 2006)
- CTArm (Mitglied seit 2007)
- VYCA – Vlach Youth Council of Albania (Mitglied seit 2009)
- Lunjina (Mitglieder seit 2011)
- Magyar ifjúsagi értekezlet – MIÉRT (Mitglieder seit 2018)
- Pomorania (Mitglieder seit 2007)

### Außerordentliche Mitglieder
- Elsass-Lothringischer Volksbund (Gründungsmitglied)
- Karpatendeutsche Jugend – KDJ (Mitglieder seit 1998)
- Magyarorszagi Gradistyei Horvat Fiatalok Egyesülete – MGHFE (Mitglied seit 1999)
- Bulgarian Youth Association of Hungary – BYA (Mitglied seit 2000)
- Grup dla mendranza ladina – GML (Mitglied seit 2003)
- Deutsche Jugend in der Ukraine – DJU (Mitglied seit 2004)
- Arbeitsgemeinschaft deutscher Jugend – ADJ (Mitglied seit 2005)
- Union of Hungarian Youth Organisations of Romania – MISZSZ (Mitglied seit 2000)
- Vlach Youth Council of Macedonia (Mitglied seit 2008)
- Association of Citizens Sumnal (Mitglied seit 2011)
- Young ABTTF (Mitglied seit 2011)
- MASZFISZ (Mitglied seit 2013)
- Rat der Deutschbelgier – RdJ (Mitglied seit 2017)
- Diverse Youth Network – DYN (Mitglieder seit 2019)
- Grænseforeningen ungdom – GFU (Mitglieder seit 2019)
- Kenstroll Breizh (Mitglieder seit 2019)
- oMREZA (Mitglieder seit 2019)

## Präsidium
- Präsident: Andor Barabás (Vertreter der deutschen und ungarischen Minderheit aus Rumänien)[2]
- Vize-Präsidentin für Internes: Kristina Anxhara (Vertreterin des Vlach Youth Council aus Albanien)
- Vize-Präsidentin für Externes: Pia Šlogar (Vertreterin des Klub Studencki Pomorania der Kaschuben aus Polen)
- Kommissar für Politik: Florian Leduc (Vertreter des bretonischen Vereins Kenstroll Breizh)
- Kommissarin für Mitgliederintegration: Luna Rahr Futtrup (Vertreterin des Sydslesvigs danske Ungdomsforeninger der dänischen Minderheit in Deutschland)
- Kommissar für Kommunikation: Jakub Schäfer (Vertreter des Pawk e.V. – Serbske młodźinske towarstwo der Sorben in Deutschland)

### Frühere Präsidenten
- Christel Petersen (1984–1986), Nordfriesin
- Jon Domenic Parolini (1986–1989), Rätoromane
- Julius Mühlögger (1989–1990), Südtiroler
- Duri Denoth (1990–1992), Rätoromane
- André Goebels (1992–1994), Deutschbelgier
- Roland Feichter (1994–1996), Südtiroler
- Adelgaard Willemsma (1996–1998), Westfriesin
- Matti Lukinen (1998–2000), Finne aus Schweden
- Anne Hahn (2000–2002), Nordfriesin
- Jan Diedrichsen (2002–2003), Nordschleswiger
- Stephan Kleinschmidt (2003–2006), Nordschleswiger
- Aleksander Studen-Kirchner (2006–2008), Slowene
- Hester Knol (2008–2010), Westfriesin
- Sebastian Seehauser (2010–2012), Südtiroler
- Fatma Reşit (2012–2014), Westthrakientürkin
- Matic Germovšek Žnidaršič (2014–2016), Kärntner Slowene
- Britta Lessow Tästensen (2016–2018), Nordschleswigerin
- Giuanna Beeli (2018–2020), Rätoromanin

## Events

### Osterseminar
Traditionell in der Woche vor Ostern findet der jährliche Kongress als „Osterseminar“ statt.
Das Seminar wird jedes Jahr von einer Mitgliedsorganisation ausgerichtet. Mit über 80 Teilnehmern, ist das Osterseminar das größte Treffen von junger Menschen und Jugendorganisationen europäischer Minderheiten.
Das Seminar widmet sich jährlich einem aktuellen Thema im Kontext der Minderheiten und Jugendlichen. Zusammengestellt wird ein vielschichtiges Programm mit Workshops, Diskussionen, Vorträgen und Exkursionen, die zu einem minderheiten- und jugendspezifische Themen und Erfahrungen thematisieren und zum anderen Wissen und Eindrücke über die gastgebende Minderheit vermitteln.
Vor allem aber ist das Osterseminar das Forum der Begegnung und des Austausches zwischen Jugendlichen, die überwiegend Minderheiten angehören, deren Sprache und Kultur vom Aussterben bedroht ist. Die Teilnahme am Osterseminar der JEV ist oftmals der Beginn eines langfristigen europäischen Engagements für die Minderheiten und Motivation für die Arbeit zu Hause.

### Hauptversammlung
In der Regel wird im Anschluss zum Osterseminar die Hauptversammlung abgehalten. Während der Hauptversammlung bestimmen die Vertreter der Mitgliedsorganisationen die Ausrichtung der Organisation, wählen das Präsidium und verabschieden Resolutionen.

### Herbstseminar der JEV
Das Herbstseminar wird jährlich in enger Zusammenarbeit mit einer Mitgliedsorganisationen der JEV ausgerichtet.
Es ist ein Arbeitsseminar, in dessen Mittelpunkt die Entwicklung des Netzwerkes und die Weiterbildung engagierter JEVler aus den Mitgliedsorganisationen steht. Das Youth Leader Seminar richtet sich an den Nachwuchs der europäischen Minderheiten.
Beraten wird über bestehende und neue Herausforderungen sowie perspektivische Zukunftsstrategien vor dem Hintergrund der aktuellen gesellschaftspolitischen Entwicklungen.
Das Herbstseminar ist seit 1997 fester Bestandteil. Das erstmals in Bautzen / Budyšin (D) stattfindende Youth Leader Seminar widmete sich den konkreten Anforderungen einer wachsenden Organisation, die durch die Aufnahme neuer Mitgliedsorganisationen aus dem Osten und Südosten Europas aktuell geworden waren.

### Kick Off
Das Kick Off ist das erste Event im Jahr. Hier werden die Teilnehmer mit dem Thema des Arbeitsplanes der JEV vertraut gemacht. Auch hier wird das Seminar eng mit einer der Mitgliedsorganisationen organisiert.

### Diversity Festival
Beim Diversity Festival steht die Kulturelle Vielfalt im Mittelpunkt. Anfangs Voices of Europe, wo Jugendliche von verschiedenen Minderheiten eine Woche lang zusammen kamen und sangen – und dies in allen Minderheitssprachen. Heute konzentriert sich die JEV auf unterschiedlichste kulturelle Themenschwerpunkte wie Gesang, Tanz, Theater, Film und Poesie. Somit steht die kulturelle Vielfalt der europäischen Minderheiten bei diesem Event im Vordergrund.